# Marino Klinger Salazar
Marino Klinger Salazar (Buenaventura, 7 de febrer 1936 - Santiago de Cali, 19 de maig 1975) fou un futbolista colombià dels anys 60.
Va començar a jugar al Colegio Pascual de Andagoya. D'aquí va marxar a l'Oro de la primera divisió colombiana. Va ser seleccionat a diversos combinats regionals, aconseguint esdevenir professional al Club Deportivo Los Millonarios, on va jugar durant més de cinc anys.
Va fitxar pel Santa Fe, i va representar la selecció colombiana a la selecció colombiana de futbol que participà en la Copa del Món de Xile 1962, on marcà un gol.
Després de retirar-se del futbol va exercir d'odontòleg, fins a la seva mort, en un accident de circulació el 1975. L'estadi de futbol de Buenaventura porta el seu nom.